# Округ Мејкон (Тенеси)
Округ Мејкон (енгл. Macon County) је округ у америчкој савезној држави Тенеси.

## Демографија
По попису из 2010. године број становника је 22.248, што је 1.862 (9,1%) становника више него 2000. године.
| Група             | 2000.          | 2010.          |
| Белци             | 19.784 (97,0%) | 20.961 (94,2%) |
| Афроамериканци    | 44 (0,2%)      | 93 (0,4%)      |
| Азијати           | 48 (0,2%)      | 44 (0,2%)      |
| Хиспаноамериканци | 349 (1,7%)     | 919 (4,1%)     |
| Укупно            | 20.386         | 22.248         |